# Il segreto del sottomarino
Il segreto del sottomarino anche distribuito come Morton, ovvero: Il segreto del sottomarino (The Secret of the Submarine) è un serial muto del 1915 diretto da George L. Sargent. Il film completo era in 15 episodi di due rulli ciascuno (circa 20 min), tranne il primo episodio che durava tre rulli.
L'autore della storia - scritta mentre gli Stati Uniti stavano per essere coinvolti nella prima guerra mondiale - fu il corrispondente di guerra  Richard Barry.

## Produzione
Il film fu prodotto dalla American Film Manufacturing Company.

## Distribuzione
Distribuito dalla Mutual Film, il serial era composto di 15 episodi (due rulli per ogni episodio). Uscì nelle sale cinematografiche statunitensi il 22 maggio 1915 con il primo episodio di tre rulli. Il film viene considerato perduto. In Italia venne distribuito dalla Monopolia tra il 1918 e il 1920.

## Titoli episodi[2][3]
Attualmente i titoli originali in inglese sono ignoti, tuttavia si conoscono i titoli italiani:
1. L'invenzione di J. Redson o anche L'invenzione di Thomas Redson
2. Attentato misterioso o anche Misterioso attentato
3. Vendita all'incanto
4. L'agguato
5. L'intrigo
6. Il faro della punta Sierra
7. All'isola di Santa Cruz
8. Il terremoto
9. Sospesi sull'abisso
10. L'aeroplano in fiamme
11. Il comitato segreto di spionaggio
12. Festa di Cow-boys
13. Un'audace evasione
14. Il castigo incomincia
15. Il trionfo della giustizia

## Censura

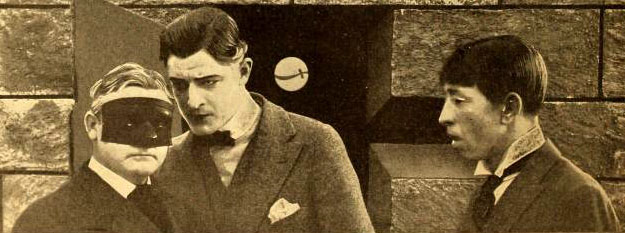
Pubblicità (1916)

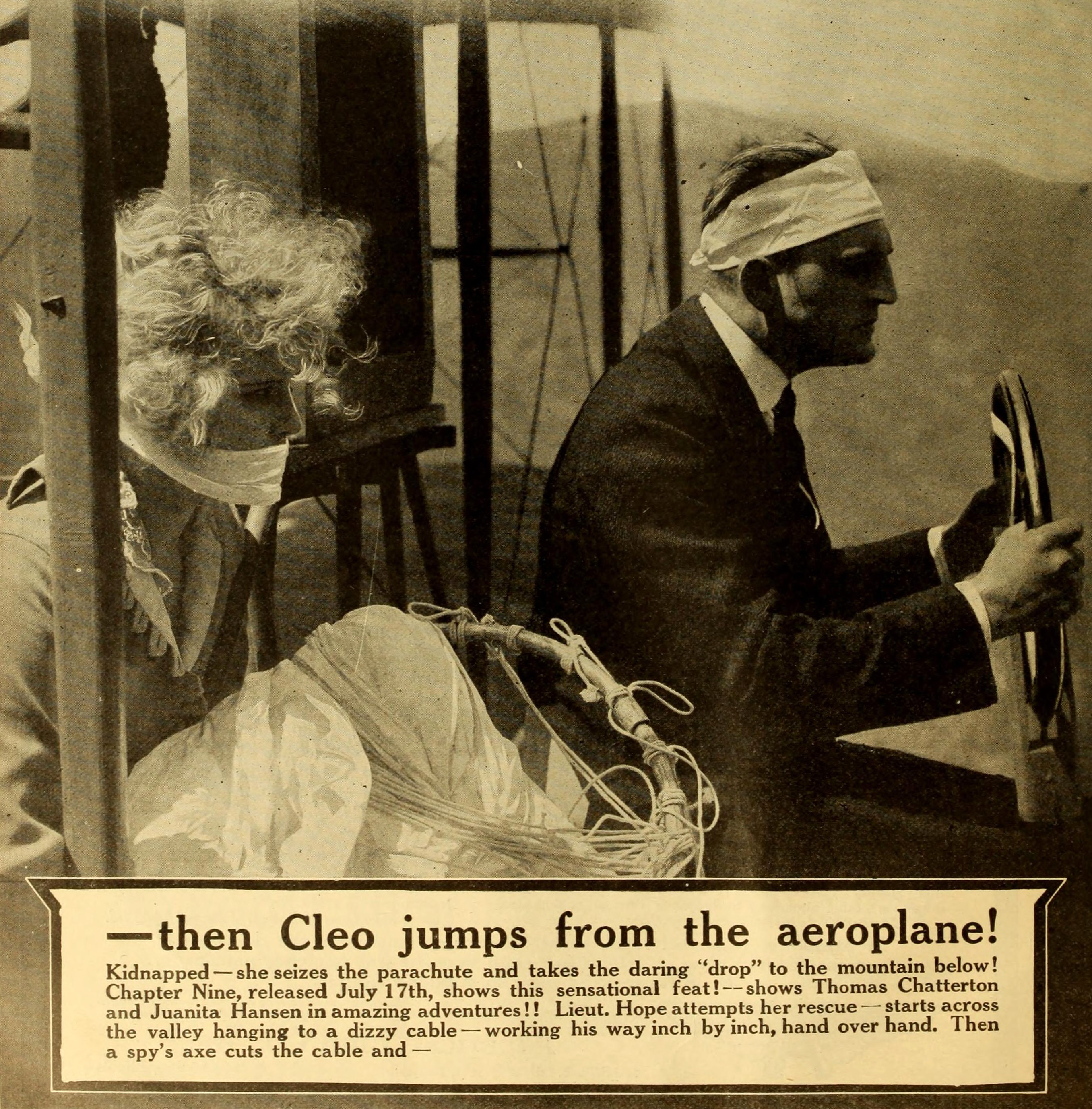
Pubblicità (1916)

Nella versione italiana la censura eliminò:
- Nel 14º episodio le scene in cui si vede il comitato centrale di spionaggio riunito in seduta per punire le spie incapaci.
- Nel 15º episodio la scena in cui si vede l'emissario del Comitato di spionaggio mentre pugnala la spia Kauffmann.